# Herzen (Film)
Herzen (Originaltitel: Cœurs) ist ein französischer Spielfilm von Alain Resnais aus dem Jahr 2006 nach dem Bühnenstück Private Fears in Public Places des britischen Theaterautors Alan Ayckbourn aus dem Jahr 2004.

## Handlung
Der Wohnungsmakler Thierry lebt mit seiner jüngeren Schwester Gaëlle zusammen. Die Abende verbringt er allein vor dem Fernseher, während Gaëlle in Restaurants auf Bekanntschaften aus Kontaktanzeigen wartet – zumeist vergeblich.
Thierry arbeitet in einem Büro zusammen mit Charlotte, einer alleinstehenden Frau mit starken religiösen Überzeugungen. Er findet Charlotte anziehend, kann sich ihr jedoch nicht mitteilen. Charlotte leiht Thierry eine Videokassette mit der Aufzeichnung einer erbaulichen religiösen Fernsehsendung: „Lieder, die mein Leben veränderten“. Charlotte hofft, dass auch Thierry daran Gefallen findet. Er nimmt die Kassette aus Höflichkeit mit und stößt nach dem Ende der Sendung auf den Rest einer offenbar nicht vollständig gelöschten erotischen Darbietung, in der er Charlotte zu erkennen glaubt.
Zu Thierrys Kunden gehört Nicole, die eine größere Wohnung für sich und ihren Freund Dan sucht, der nach seiner unehrenhaften Entlassung aus der Armee zu ihr gezogen ist. Dan hat mit dem Beruf auch seinen Halt verloren und betrinkt sich jeden Abend in einer Hotelbar, wo er dem Barkeeper Lionel sein Leid klagt.
Lionel lebt mit seinem schwer kranken Vater, der seine Umgebung beschimpft und terrorisiert. Als die Pflegerin ausfällt, bietet sich Charlotte als Vertretung an. Bei ihren ersten Besuchen findet sie kaum Zugang zu dem renitenten alten Mann, von dem sie permanent gedemütigt wird. Halt sucht sie in der Lektüre der Bibel, während sie auf Lionels Heimkehr wartet. Eines Abends überrascht sie jedoch dessen Vater mit einer Striptease-Darbietung im Negligé, das sie eigens zu diesem Zweck heimlich mitgebracht hat. Der alte Herr trägt daraufhin im Schlaf zur Verwunderung seines Sohnes erstmals nach langer Zeit wieder ein Lächeln auf dem Gesicht. Durch die Aufregung landet der alte Mann allerdings im Krankenhaus. Charlotte und Lionel kommen sich in Abwesenheit des Vaters näher, finden aber nicht zueinander. Lionel sagt Charlotte zur Verabschiedung, dass sie jederzeit bei ihm willkommen sei. Am Ende steht er jedoch mit dem Koffer in der Hand in seiner Wohnung, die er offenbar verlässt.
Die von Nicole besichtigten Wohnungen werden umso kleiner, je deutlicher die Aussichtslosigkeit ihrer Beziehung zu Dan wird. Nicole fordert Dan schließlich auf, sich für eine Zeitlang von ihr zu trennen. Dan zieht daraufhin in das Hotel mit der Bar. Lionel rät ihm, es mit einer Kontaktanzeige zu versuchen, da etwas Abwechslung auch seine Beziehung zu Nicole auffrischen könnte. Auf diese Weise lernen sich Dan und Gaëlle kennen. Die beiden finden sofort Gefallen aneinander, betrinken sich beim ersten Date und verabreden sich für den nächsten Tag erneut in der Bar. Zum vereinbarten Zeitpunkt trifft dort jedoch vor Gaëlle zufällig Nicole ein, die sich von Dan nochmals verabschieden möchte. Als Gaëlle die beiden zusammen sieht, läuft sie enttäuscht aus der Bar. Dan bemerkt das nicht, erfährt es jedoch von Lionel, nachdem Nicole gegangen war. Dan stürzt verzweifelt aus der Bar und ruft Lionel zu, dass er doch weder den Namen des Mädchens noch ihre Adresse oder Telefonnummer kenne.
Charlotte leiht Thierry eine weitere Kassette mit einer anderen Folge der religiösen Sendung. Neuerlich befindet sich am Ende der Kassette der Rest einer Striptease-Szene, in der Thierry Charlotte zu erkennen glaubt. Am nächsten Tag küsst er Charlotte impulsiv im Büro. Doch sie reagiert schockiert und abweisend. Thierry ist am Boden zerstört und entschuldigt sich. Charlotte verzeiht ihm. Als Zeichen der Versöhnung gibt sie Thierry eine weitere Videokassette. Als er sie zu Hause ansieht, stellt er fest, dass auf dieser Kassette nach dem Ende der aufgezeichneten Sendung keine erotische Szene folgt. Thierry starrt auf den leeren Bildschirm (der unbespielte Rest der Kassette), als seine unglückliche Schwester nach Hause kommt. Sie setzt sich zu ihm.

## Kritik
Birgit Glombitza schrieb auf Spiegel Online, Resnais schaue tief in die Herzen seiner melancholischen Helden, werde dabei aber nicht indiskret. Auch dieser „wunderbare Film“ sei von Reflexion und Umsicht geprägt. „Wie Billardkugeln rollen Resnais’ Helden aufeinander zu, berühren sich kurz und prallen wieder voneinander ab. Am Ende sind alle alleine. Nichts hat sich erfüllt. Dazwischen schneit es immer wieder.“ Franziska Heller meinte auf Schnitt Online, Resnais demonstriere „einmal mehr, wie poetisch Filme sein können. Immer wieder ist man überrascht, welche Bild- und vor allem Raumerfahrungen sich jenseits einer straffen Narration auftun können.“
Für das Lexikon des internationalen Films war Herzen eine „subtile Liebeskomödie, in der jedes Detail von den Dekorationen über die Lichtsetzung bis zur Musik den Gemütszustand der Personen spiegelt“. Durch eine „abwechslungsreiche Inszenierung und hervorragende Darsteller“ bleibe der Film „trotz persönlicher Tragödien“ leicht und optimistisch.

## Auszeichnungen
César 2007
Nominiert:
- Beste Regie – Alain Resnais
- Bestes adaptiertes Drehbuch – Jean-Michel Ribes
- Bestes Szenenbild – Jacques Saulnier
- Beste Kostüme – Jackie Budin
- Beste Kamera – Éric Gautier
- Bester Schnitt – Hervé de Luze
- Bester Ton – Jean-Marie Blondel, Thomas Desjonquères, Gérard Lamps
- Beste Filmmusik – Mark Snow

Weitere
- 2006: Silberner Löwe für Alain Resnais, Pasinetti-Preis für Laura Morante als Beste Darstellerin bei den Internationalen Filmfestspielen von Venedig
- 2007: Preis des Syndicat Français de la Critique de Cinéma et des Films de Télévision als Bester französischer Film
- 2007: Europäischer FIPRESCI-Preis für Alain Resnais

## Synchronisation
| Rolle                    | Darsteller       | Synchronsprecher |
| ------------------------ | ---------------- | ---------------- |
| Charlotte                | Sabine Azéma     | Astrid Bless     |
| Gaëlle                   | Isabelle Carré   | Bianca Krahl     |
| Nicole                   | Laura Morante    | Arianne Borbach  |
| Lionel                   | Pierre Arditi    | Reinhard Kuhnert |
| Thierry                  | André Dussollier | Roland Hemmo     |
| Dan                      | Lambert Wilson   | Bernd Vollbrecht |
| Stimme von Lionels Vater | Claude Rich      | Hasso Zorn       |